# Harley Jane Kozak
Harley Jane Kozak (Wilkes-Barre, 28 januari 1957) is een Amerikaanse actrice en auteur.
Kozak maakte in 1982 haar filmdebuut in de horrorfilm The House on Sorority Row. Een van haar bekendste rollen in televisieseries was de rol van Maria Duvall in Santa Barbara. In films speelde ze ook de hoofdrol in onder meer Arachnophobia en All I Want for Christmas. Kozak bleef acteren, maar na de jaren 2000 was haar aandacht meer bij het schrijver van boeken. In 2004 was haar debuutroman Dating Dead Men, dat in de prijzen viel met een Agatha, Anthony en Macavity Award.

## Filmografie

### Film
- 1983: The House on Sorority Row als Diane
- 1988: Clean and Sober als Ralston Receptionist
- 1989: When Harry Met Sally... als Helen
- 1989: Parenthood als Susan Buckman
- 1990: Side Out als Kate Jacobs
- 1990: Arachnophobia als Molly Jennings
- 1991: Necessary Roughness als Dr. Suzanne Carter
- 1991: The Taking of Beverly Hills als Laura Sage
- 1991: All I Want for Christmas als Catherine o'Fallon
- 1994: The Favor als Kathy Whiting
- 1995: Magic in the Water als Dr. Wanda Bell
- 1997: Dark Planet als Brendan
- 1997: The Lovemaster als Karen
- 2009: The Red Queen als Church Lady
- 2015: I Spit on Your Grave 3; Vengeance Is Mine als Therapist
- 2015: A Kind of Magic als Abby
- 2019: More Beautiful for Having Been Broken als Vivienne Pinchot

### Televisie
Exclusief gastrollen
- 1981-1982: Texas als Brette Wheeler
- 1983-1984: The Guiding Light als Annabelle Sims Rearton
- 1985-1989: Santa Barbara als Mary Duvall
- 1988-1989: Knightwatch als Barbara 'Babs' Sheppard
- 1990: So Proudly We Hall als Susan McCarran (televisiefilm)
- 1991: L.A. Law als Rikki Davis
- 1993: The Amy Fisher Story als Amy Pagnozzi (televisiefilm)
- 1993-1994: Harts of the West als Alison Hart
- 1995: Bringing Up Jack als Ellen McMahon
- 1995: The Android Affair als Karen Garrett (televisiefilm)
- 1995-1996: Charlie Grace als Holly
- 1996: The Nerd als Tanzie Boyd (televisiefilm)
- 1996: A Friend's Betrayal als Abby Hewitt (televisiefilm)
- 1996: Titanic als Bess Allison (televisiefilm / miniserie)
- 1997-1998: You Wish als Gillian Apple
- 1998: Chicago Hope als Dr. Lucille Corcoran
- 1998: Emma's Wish als Joy Bookman (televisiefilm)
- 2000: Beggars and Choosers als Felicia